# カバーなし金利平価のパズル
カバーなし金利平価のパズル（カバーなしきんりへいかのパズル、英: The uncovered interest parity puzzle）とは、金利平価説によると利子率が高い国の通貨が減価するはずであるのに、実際にはその国の通貨が増価する傾向にあるという理論に反する実証的事実のこと。ユージン・ファーマの1984年の論文で最初に提示される。英語の頭文字をとってUIPパズルとも呼ばれる。また、自国と外国の利子率の差はフォーワード・プレミアムで近似できることから、フォーワード・プレミアム・パズル（英: The forward premium puzzle）またはフォーワード・プレミアム・アノマリー（英: The forward premium anomaly）とも呼ばれる。日本語では先物プレミアム・パズルとも書かれる。様々な呼び方があるが、本質的にはすべて同じものである。

## 概要
金利平価説によると、将来の為替レートは自国預金と外国預金の期待収益が等しくなるように決まる。例えば、日本を自国、アメリカを外国とすると、以下のような金利裁定式が得られる。
{\displaystyle 1+i_{JP}={\frac {E_{t+1}^{JP/US}}{E_{t}^{JP/US}}}(1+i_{US})}
ただし{\displaystyle i_{JP}}は日本の利子率、{\displaystyle i_{US}}はアメリカの利子率、{\displaystyle E_{t}^{JP/US}}はt期におけるドル建ての直物為替レート（英: The spot exchange rate）である（例えば、{\displaystyle E_{t}^{JP/US}}=100であれば1ドル100円）。これによると、アメリカの利子率の上昇は将来のドルの減価を予測する。同様に、日本の利子率の上昇は将来の円の減価を予測する。
上の式の自然対数をとって変形し、さらにパラメーターと誤差項{\displaystyle \epsilon }を加えて回帰式の形式にすると、
{\displaystyle \ln(E_{t+1}^{JP/US})-\ln(E_{t}^{JP/US})=\alpha +\beta \left[\ln(1+i_{JP})-\ln(1+i_{US})\right]+\epsilon }
となる。利子率の差は先物プレミアで近似できることから、ユージン・ファーマの1984年の論文で以下の式が推定されている。
{\displaystyle \ln(E_{t+1}^{JP/US})-\ln(E_{t}^{JP/US})=\alpha +\beta \left[\ln(F_{t}^{JP/US})-\ln(E_{t}^{JP/US})\right]+\epsilon }
ただし{\displaystyle F_{t}^{JP/US}}は先物為替レート（フォーワードレート, 英: The forward exchange rate）である。
理論的には{\displaystyle \beta =1}でなければならない。しかし、ユージン・ファーマが複数の先進国の通貨と米ドルのデータを用いて推定すると、{\displaystyle \beta <0}であった。つまり、利子率の高い国の通貨は減価するどころか増価しており、利子率の高い国に預金することによる収益をさらに増大するように為替レートが変化していたということである。
このパズルを、（１）先物為替レートが直物為替レートを正しく予測する期待値になっていないこと、（２）先物為替レートの変動と直物為替レートの変動の間に負の相関があること―の2点に分けて解釈している研究もある。

## 推定値
ユージン・ファーマは、1973年から1982年までの4週毎の122のサンプルを用いて以下のような結果を得た。このように、先物為替レートで測った為替レートの変化の期待値と実際の為替レートの変化の相関が負である。
| 国       | {\displaystyle {\hat {\beta }}} | 標準誤差 |
| -------- | ------------------------------- | -------- |
| ベルギー | -1.58                           | 0.68     |
| カナダ   | -0.87                           | 0.61     |
| フランス | -0.87                           | 0.63     |
| イタリア | -0.51                           | 0.38     |
| 日本     | -0.29                           | 0.43     |
| オランダ | -1.43                           | 0.86     |
| スイス   | -1.14                           | 0.92     |
| イギリス | -0.90                           | 0.66     |
| 西ドイツ | -1.32                           | 1.15     |

日本、ドイツ、フランスの月次データを用いた別の研究でも、以下のような推定値が得られている。ドイツとフランスに関しては係数が正であるが、理論から予測される1からは程遠い。
| 国       | {\displaystyle {\hat {\beta }}} | 標準誤差 | サンプル期間        |
| -------- | ------------------------------- | -------- | ------------------- |
| 日本     | -2.29                           | 1.15     | 1989年1月-2004年3月 |
| ドイツ   | 0.32                            | 0.88     | 1989年1月-2002年5月 |
| フランス | 0.21                            | 0.84     | 1989年1月-2002年5月 |

## 説明
このパズルはアメリカの利子率が外国の利子率よりも大きい場合のみ観察されること、そして所得水準やインフレ率などの国特殊的な状況がパズルとシステマチックに関連していることが指摘されている。貨幣と債券の流動性を考慮し、モデルに「流動性プレミアム」を導入することで、このパズルを説明できるとする研究もある。